# Baciro Candé
Baciro Candé (Catió, 6 de abril de 1967) é um ex-futebolista e treinador de futebol guineense que jogava como defensor. É o atual treinador da Seleção Guineense.
Como jogador, sua carreira nas equipas durou apenas 4 anos, jogando por Estoril, Rio Maior, Estrela da Amadora e Amora. Teve destaque como treinador da Guiné-Bissau na sua primeira passagem, entre 2001 e 2009, quando foi substituído pelo treinador português Luís Norton de Matos. Posteriormente, treinaria o Sporting de Bissau, dirigindo também Desportivo de Farim, UDIB, Bula FC, Estrela Negra, Ajuda SC e também comandou o Oeiras (juniores e time principal).
Ele voltaria ao comando técnico dos Djurtus em março de 2016, substituindo Paulo Torres, que havia classificado a equipa à Taça das Nações Africanas de 2017, a ser disputada no Gabão.